# Šarūnas Vasiliauskas
Šarūnas Vasiliauskas (ur. 27 marca 1989 w Kownie) – litewski koszykarz, występujący na pozycji rozgrywającego, reprezentant kraju, obecnie zawodnik Petkim Sporu.

## Kariera klubowa

### Kariera juniorska
W latach 2001–2006 reprezentował A. Sabonio krepšinio mokykla.

### Kariera profesjonalna
Od 2006 grał w rezerwach Žalgirisu Kowno. W 2007 wygrał z tym zespołem młodzieżową Euroligę. W 2008 został włączony do pierwszej drużyny tego klubu. W sierpniu 2010 został wypożyczony do Baltai Kowno. W grudniu 2011 opuścił ten klub i trafił do Techasasu Poniewież. W sierpniu 2012 został zawodnikiem Ruskonu-Mordowii Sarańsk. W grudniu tegoż roku odszedł z tego klubu i przeszedł do Pieno žvaigždės Poswol. W sierpniu 2013 podpisał roczny kontrakt z Treflem Sopot. Do wybrania polskiej drużyny przekonały go opinie innych litewskich koszykarzy oraz obecność w klubie litewskiego trenera. Jako zawodnik tego klubu został uznany MVP (najbardziej wartościowym zawodnikiem) meczu o Superpuchar Polski, podczas którego zdobył 20 punktów (najwięcej ze wszystkich zawodników swojej drużyny). W sierpniu 2014 przedłużył kontrakt z klubem o kolejny rok. W sierpniu 2015 trafił do Vytautas Prienai-Birštonas. W sierpniu 2016 podpisał roczny kontrakt z Joventutem Badalona, jednakże w grudniu tegoż roku rozwiązał kontrakt z klubem i przeszedł do tureckiego Uşak Sportif. W lipcu 2017 został zawodnikiem Trabzonsporu. W czerwcu 2018 przeszedł do Gaziantep Basketbol. Dwa lata później opuścił ten klub i trafił do Petkim Sporu.

## Kariera reprezentacyjna
W 2005 wraz z litewską kadrą do lat 16 zajął 5. miejsce na mistrzostwach Europy U-16. W 2007 był 4. na ME U-18, rok później został wicemistrzem Europy do lat 20, a w 2009 na ME U-20 uplasował się na 5. pozycji. 
W 2014 zajął 4. miejsce na mistrzostwach świata.